# Salão Ludgrove

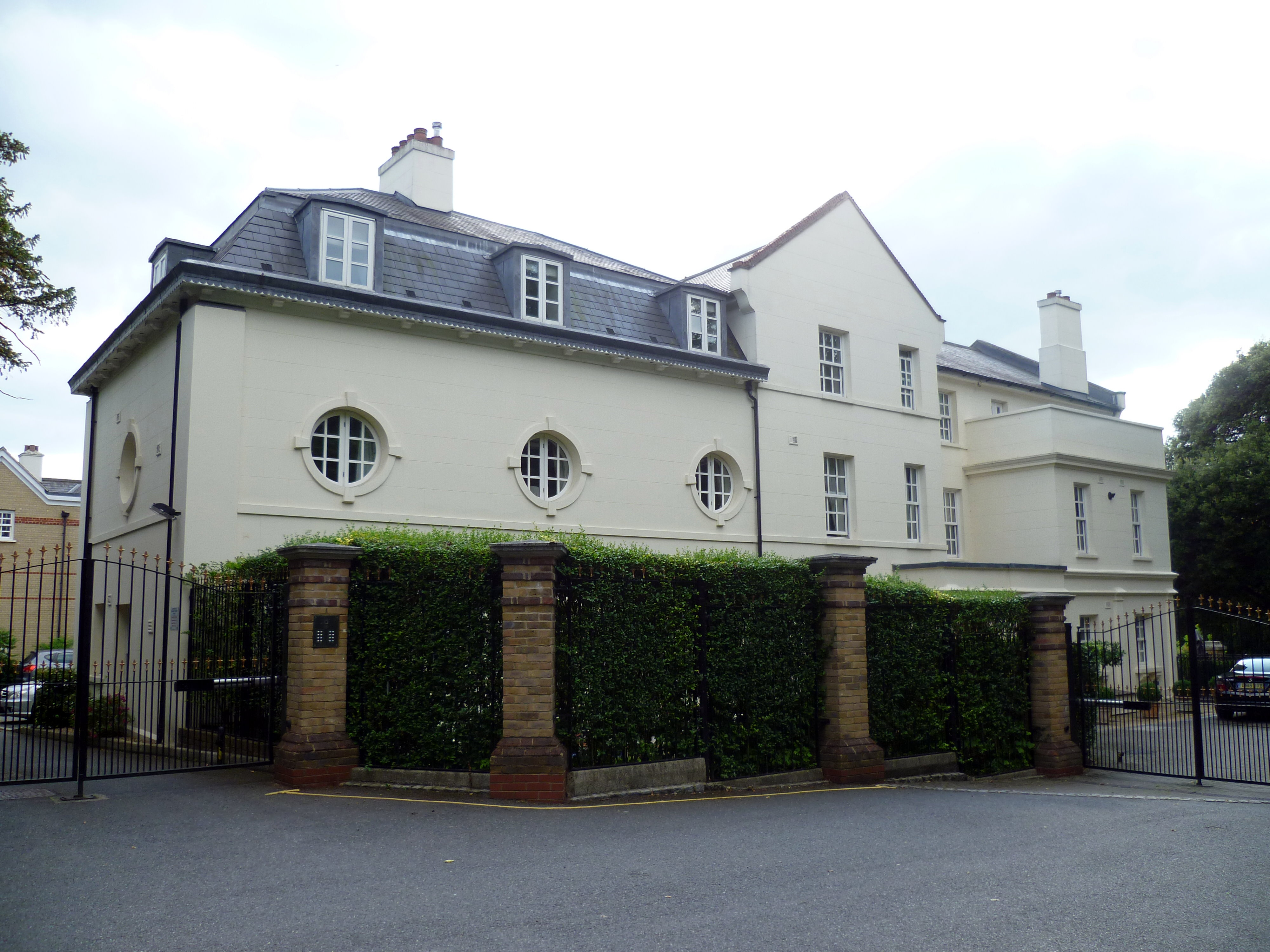
O Salão Ludgrove.

O Salão Ludgrove (em inglês:  Ludgrove Hall) é uma construção na Games Road, Cockfosters, norte de Londres. Foi originalmente uma residência privada, no entanto, veio a ser convertida em apartamentos. Edifícios adicionais foram construídos no mesmo terreno.

## História
O Salão foi construído em terras que eram parte e pertenciam à propriedade Ludgrove (ou Ludgraves) e era conhecido como Fazenda Ludgrove antes de 1422. As terras foram transferidas para a Coroa inglesa em 1542.